# Jean Baumgarten
Pour les articles homonymes, voir Baumgarten.
Jean Baumgarten (né le 4 mai 1932 et mort le 1er mars 2012) est un militant politique, économiste et écrivain français.

## Biographie
Jean Baumgarten adhère au trotskisme à la fin de 1948. Exclu du Parti communiste internationaliste en 1955, il milita au Groupe bolchevique léniniste, puis à la Nouvelle Gauche, à l'Union de la gauche socialiste (UGS), à la tendance socialiste révolutionnaire et à la gauche du Parti socialiste unifié avant de rejoindre tardivement la Ligue communiste révolutionnaire (LCR).
Il milite chez Les Verts du Vaucluse de 1995 à 2001. Il a publié en 2001 Allergie française, une pièce de théâtre sur la guerre d'Algérie.

## Ouvrages
- Raison et déraison du commerce, Delachaux et Niestlé, 1989
- L'entrevue, À compte d'auteur, 1995
- Allergie française, L'Harmattan, Paris, 2003.
- Un léger incident ferroviaire, Paris, La Fabrique, 2002.
- En finir avec le sionisme, Éd. Jean Baumgarten, 2005.
- La servitude volontaire hier et aujourd'hui, publié à compte d'auteur et diffusé par la librairie Résistance, Paris, 2008

ajout de son ami Chérif Boudelal
- L'économie mondiale à bout de souffle : l'ultime crise du capitalisme ?, L'Harmattan, 2011

ajout de son ami Chérif Boudelal